# Maria Eichwald
Maria Eichwald (* 26. Oktober 1974 in Talghar/Kasachische SSR) ist eine kasachisch-deutsche Balletttänzerin und Lehrerin.

## Leben
Maria Eichwald besuchte die Nationale Ballettschule von Alma-Ata und schloss sich nach ihrem Abschluss dem Nationalballett von Kasachstan an. In kurzer Zeit wurde sie Solistin. 1995 verließ sie Kasachstan und wanderte nach Deutschland aus, weil sie deutsche Vorfahren hat. 1996 wurde sie Solotänzerin des Bayerischen Staatsballetts in München und 1999 wurde sie zur ersten Solistin befördert. Sie tanzte Tatjana in Onegin, Odette/Odile in Schwanensee (John Cranko), Nikija in La Bayadère, Kitri in Don Quichotte Marius Petipa, Helena in Ein Sommernachtstraum und Marguerite Gautier in Die Kameliendame (John Neumeier). Sie tanzte Hauptrollen in Giselle und Manon (Kenneth MacMillan) und in Balletten von George Balanchine, William Forsythe und Jerome Robbins.
2000/2001 tanzte sie auf Einladung von Alicia Alonso beim Kubanischen Nationalballett. Im 2003 tanzte sie in Kopenhagen beim Königlichen Dänischen Ballett. 2001 trat sie bei der Gala Les Etoiles du XXIe siecle in Paris auf. Eichwald wurde 2002 für den Prix Benois de la Danse nominiert.
Maria Eichwald wechselte 2004 als Erste Solistin von München zum Stuttgarter Ballett. Im Dezember 2005 machte sie mit dem Stück Onegin und dem Stuttgarter Ballett eine Japantournee und tanzte an der Seite von Manuel Legris in der Titelrolle. Nach der Uraufführung der Choreographie zu Der Sandmann von Christian Spuck musste sie wegen einer Verletzung von 2006 an zwei Jahre lang pausieren.  2014 verabschiedete sich Maria Eichwald vom Stuttgarter Ballet und arbeitete anschließend als freischaffende Tänzerin und  Choreologin.
Seit September 2021 ist sie Lehrerin an der John Cranko Schule in Stuttgart.